# Kingston (Nowy Meksyk)
Kingston – jednostka osadnicza w Stanach Zjednoczonych, w stanie Nowy Meksyk, w hrabstwie Sierra.